# 김해 선조어서각
김해 선조어서각(金海 宜祖御書閣)은 대한민국 경상남도 김해시에 있는 건축물이다.
1983년 8월 6일 경상남도의 문화재자료 제30호 선조어서각으로 지정되었다가, 2018년 12월 20일 현재의 명칭으로 변경되었다.

## 개요
권탁 장군의 단소로서 왜군과의 격전시에 한글로 내려진 어서를 보관하기 위하여 후손들이 1836년에 건립한 것이다. 왜군에 부역한 백성이라도 각자 고향에 돌아가면 죄를 묻지 않을테니 아직도 숨어있는 사람을 많이 데리고 나오는 자에게 상을 주겠다는 내용의 교서를 보관하고 있는 이 건물은 1칸 평면의 맞배지붕의 목조와가로 관리상태가 나빠 퇴락한 것을 1989년 4월 현재의 장소로이전 복원하면서 현충사와 함께 증축하여 새롭게 단장했다.

## 현지 안내문
선조 26년(1593년) 9월 왜군에세 포로가 된 백성들에게 적중에서 탈출해 돌아올 것을 권유한 내용으로 선조가 의주 행재소에서 국문으로 반포한 교서를 봉안한 건물로서 한칸 평면의 맞배 지붕 목조 기와집이다.
1836년 권탁의 후손들이 세웠는데 관리소홀로 퇴락하여 1989년 4월 현재의 장소로 이전 복원하였다.

## 같이 보기
- 선조국문유서 - 보물 제951호
- 권탁

## 참고 자료
- 김해 선조어서각 - 국가유산청 국가유산포털